# Европско првенство у атлетици на отвореном 1990 — штафета 4 x 400 метара за мушкарце
Такмичење у трци штафета 4 х 400 м у мушкој конкуренцији на Европском првенству у атлетици 1990. у Сплиту, одржано је 31. августа и 1. септембра на стадиону Пољуд.
Титулу освојену 1986. у Штутгарту, одбранила је штафета Уједињеног Краљевства.

## Земље учеснице
Учествовале су 47 такмичара из 9 земаља. 
1. Западна Немачка (6)
2. Југославија (5)
3. Источна Немачка (5)
4. Италија (6)
5. Пољска (4)
6. Совјетски Савез (6)
7. Уједињено Краљевство (6)
8. Француска (4)
9. Шпанија (5)

## Рекорди
| Рекорди пре почетка Европског првенства 1990.     | Рекорди пре почетка Европског првенства 1990. | Рекорди пре почетка Европског првенства 1990.           | Рекорди пре почетка Европског првенства 1990. | Рекорди пре почетка Европског првенства 1990. | Рекорди пре почетка Европског првенства 1990. |
| ------------------------------------------------- | --------------------------------------------- | ------------------------------------------------------- | --------------------------------------------- | --------------------------------------------- | --------------------------------------------- |
| Светски рекорд                                    | САД                                           | Винсент Метјуз Рон Фриман Лари Џејмс Ли Еванс           | 2:56,16                                       | Мексико Сити, Мексико                         | 20. октобар 1968.                             |
| Светски рекорд                                    | САД                                           | Дени Еверт Стив Луис Кевин Робинзин Хари „Буч“ Рејнолдс | 2:56,16                                       | Сеул, Јужна Кореја                            | 1. октобар 1988.                              |
| Европски рекорд                                   | Уједињено Краљевство                          | Дерек Редмонд Крис Акабуси Роџер Блек Филип Браун       | 2:58,86                                       | Рим, Италија                                  | 6. септембра 1987.                            |
| Рекорди Европских првенстава                      | Уједињено Краљевство                          | Дерек Редмонд Крис Акабуси Брајан Витл Роџер Блек       | 2:59,84                                       | Штутгарт, Западна Немачка                     | 31. август 1986.                              |
| Најбољи резултат сезоне у свету                   |                                               |                                                         |                                               |                                               |                                               |
| Најбољи резултат сезоне у Европи                  |                                               |                                                         |                                               |                                               |                                               |
| Рекорди после завршетка Европског првенства 1990. |                                               |                                                         |                                               |                                               |                                               |
| Европски рекорд                                   | Уједињено Краљевство                          | Пол Сандерс Крис Акабуси Џон Риџиз Роџер Блек           | 2:58,22                                       | Сплит, Југославија                            | 1. септембар 1990.                            |
| Рекорди Европских првенстава                      | Уједињено Краљевство                          | Пол Сандерс Крис Акабуси Џон Риџиз Роџер Блек           | 2:58,22                                       | Сплит, Југославија                            | 1. септембар 1990.                            |
| Најбољи резултат сезоне у Европи                  | Уједињено Краљевство                          | Пол Сандерс Крис Акабуси Џон Риџиз Роџер Блек           | 2:58,22                                       | Сплит, Југославија                            | 1. септембар 1990.                            |

## Освајачи медаља
|                                                                                                | |                                                                                 |
| Уједињено Краљевство Пол Сандерс Крис Акабуси Џон Риџиз Роџер Блек Brian Whittle* Филип Браун* | Западна Немачка Клаус Јуст Едгар Ит Карстен Кербрик Норберт Добелајт Ulrich Schlepütz* Jörg Vaihinger* | Источна Немачка Рико Лидер Карстен Јуст Томас Шенлебе Јенс Карловиц Jan Lenzke* |

## Резултати

### Квалификације
За 8 места у финалу квалификовале су се по три првопласиране штафете из обе квалификационе групе (КВ) и две штафете по постигнутом резултату (кв).
| Поз. | Група | Штафета              | Атлетичари                                                          | Време   | Белешка |
| ---- | ----- | -------------------- | ------------------------------------------------------------------- | ------- | ------- |
| 1.   | 2     | Западна Немачка      | Клаус Јуст, Ulrich Schlepütz, Jörg Vaihinger, Карстен Кербрик       | 3:03,89 | КВ      |
| 2.   | 2     | Југославија          | Дејан Јовковић, Ненад Ђуровић, Исмаил Мачев, Слободан Поповић       | 3:04,04 | КВ      |
| 3.   | 1     | Италија              | Андреа Монтанари,Alessandro Aimar, Fabio Grossi, Андреа Нути        | 3:04,08 | КВ      |
| 4.   | 1     | Уједињено Краљевство | Брајан Витл, Крис Акабуси, Пол Сандерс, Филип Браун                 | 3:04,32 | КВ      |
| 5.   | 2     | Источна Немачка      | Jan Lenzke, Рико Лидер, Томас Шенлебе, Јенс Карловиц                | 3:04,55 | КВ      |
| 6.   | 1     | Совјетски Савез      | Алексеј Петухов, Алексеј Базаров, Aivar Ojastu, Дмитриј Головастов  | 3:04,74 | КВ      |
| 7.   | 1     | Француска            | Olivier Noirot, Christophe Zapata, Патрик Баре, Стефан Дијагана     | 3:05,18 | кв      |
| 8.   | 2     | Шпанија              | Мануел Морено, Антонио Санчез, Moises Fernández, José Luis Palacios | 3:05,90 | кв      |
| 9.   | 1     | Пољска               | Mariusz Rządziński, Павел Возњак, Wojciech Lach, Tomasz Jędrusik    | 3:06,51 |         |

### Финале
Такмичење је одржано 1. септембра.
| Место | Земља                | Атлетичари                                                          | Резултат | Белешка |
| ----- | -------------------- | ------------------------------------------------------------------- | -------- | ------- |
|       | Уједињено Краљевство | Пол Сандерс, Крис Акабуси, Џон Риџиз, Роџер Блек                    | 2:58,22  | ЕР, РЕП |
|       | Западна Немачка      | Клаус Јуст, Едгар Ит, Карстен Кербрик, Норберт Добелајт             | 3:00,64  |         |
|       | Источна Немачка      | Рико Лидер, Карстен Јуст, Томас Шенлебе, Јенс Карловиц              | 3:01,51  |         |
| 4.    | Италија              | Андреа Монтанари,Вито Петрела, Roberto Ribaud, Андреа Нути          | 3:01,78  |         |
| 5.    | Југославија          | Ненад Ђуровић, Слободан Поповић, Исмаил Мачев, Слободан Бранковић   | 3:02,46  |         |
| 6.    | Шпанија              | Антонио Санчез, Gaietà Cornet, Moises Fernández, José Luis Palacios | 3:02,74  |         |
| 7.    | Француска            | Christophe Zapata, Стефан Дијагана, Патрик Баре, Olivier Noirot     | 3:03,33  |         |
| 8.    | Совјетски Савез      | Дмитриј Головастов, Алексеј Базаров, Вадим Задојнов, Aivar Ojastu   | 3:04,17  |         |

, , ,